# Eritrina cresta de gall

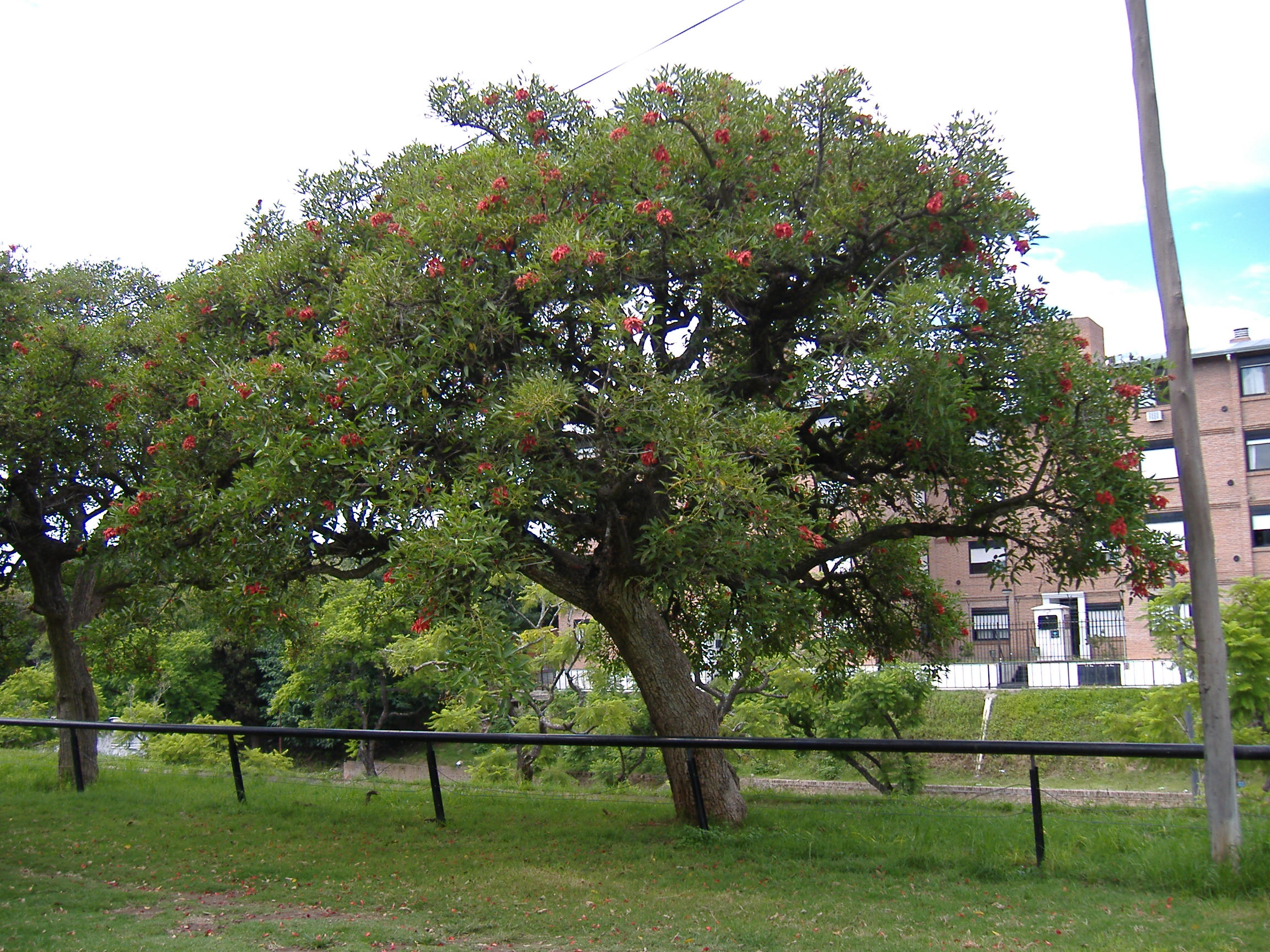
Eritrina cresta de gall a Rosario, Argentina

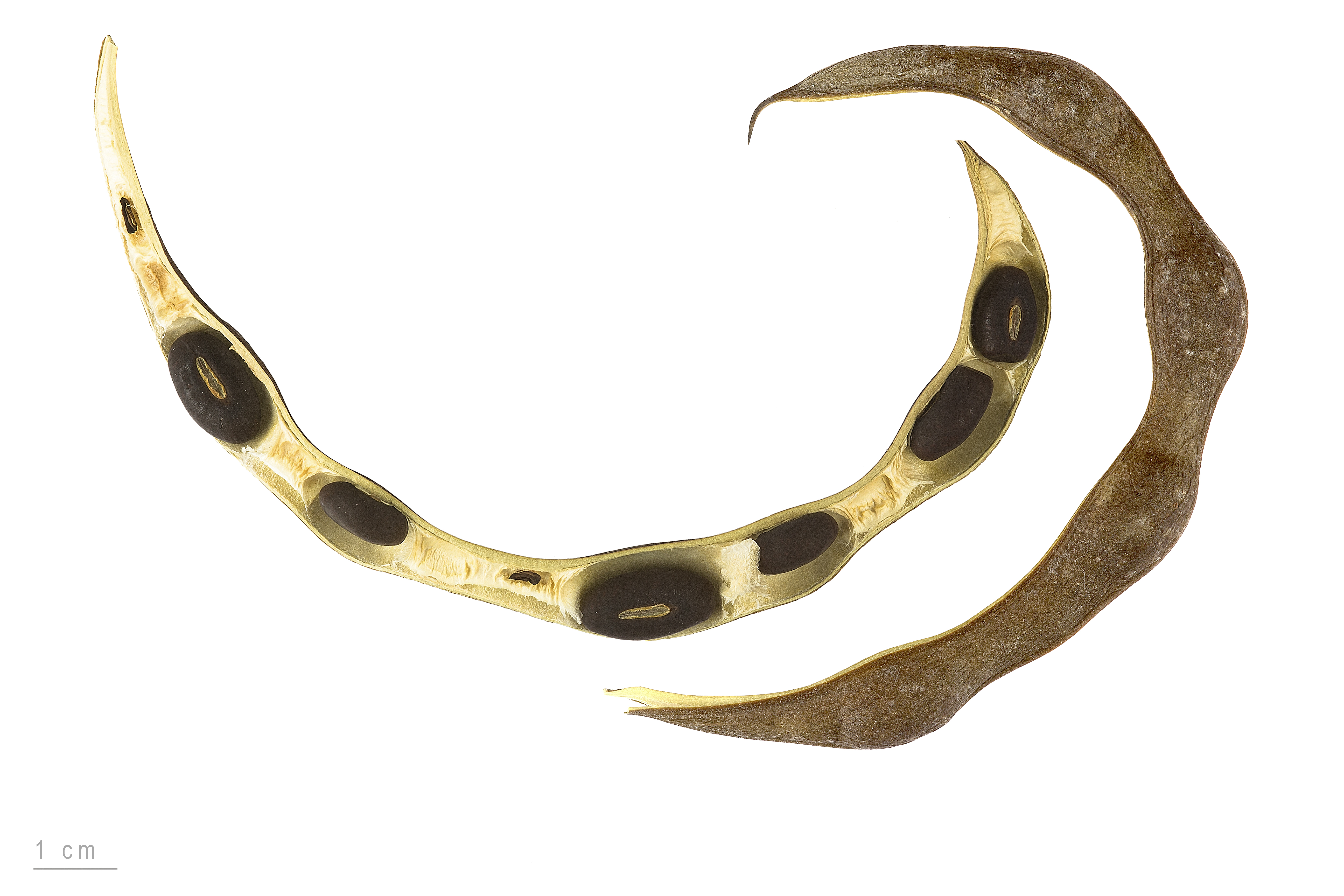
Erythrina crista-galli

L'eritrina cresta de gall (Erythrina crista-galli) és una espècie de planta amb flor del gènere Erythrina de la família fabàcia.
És originari de l'Argentina, l'Uruguai, el Brasil i el Paraguai i és plantat a moltes parts del món com a espècie ornamental. La flor d'aquest arbre és la flor nacional de l'Argentina i l'Uruguai (on se l'anomena ceibo). És un arbre menut, que arriba a fer de 5 a 8 metres d'alt, amb un màxim de 10 metres. Floreix a l'estiu amb flors vermelles. El fruit és un llegum de pocs centímetres de llarg. L'arrel fa la fixació del nitrogen.